# Flatås

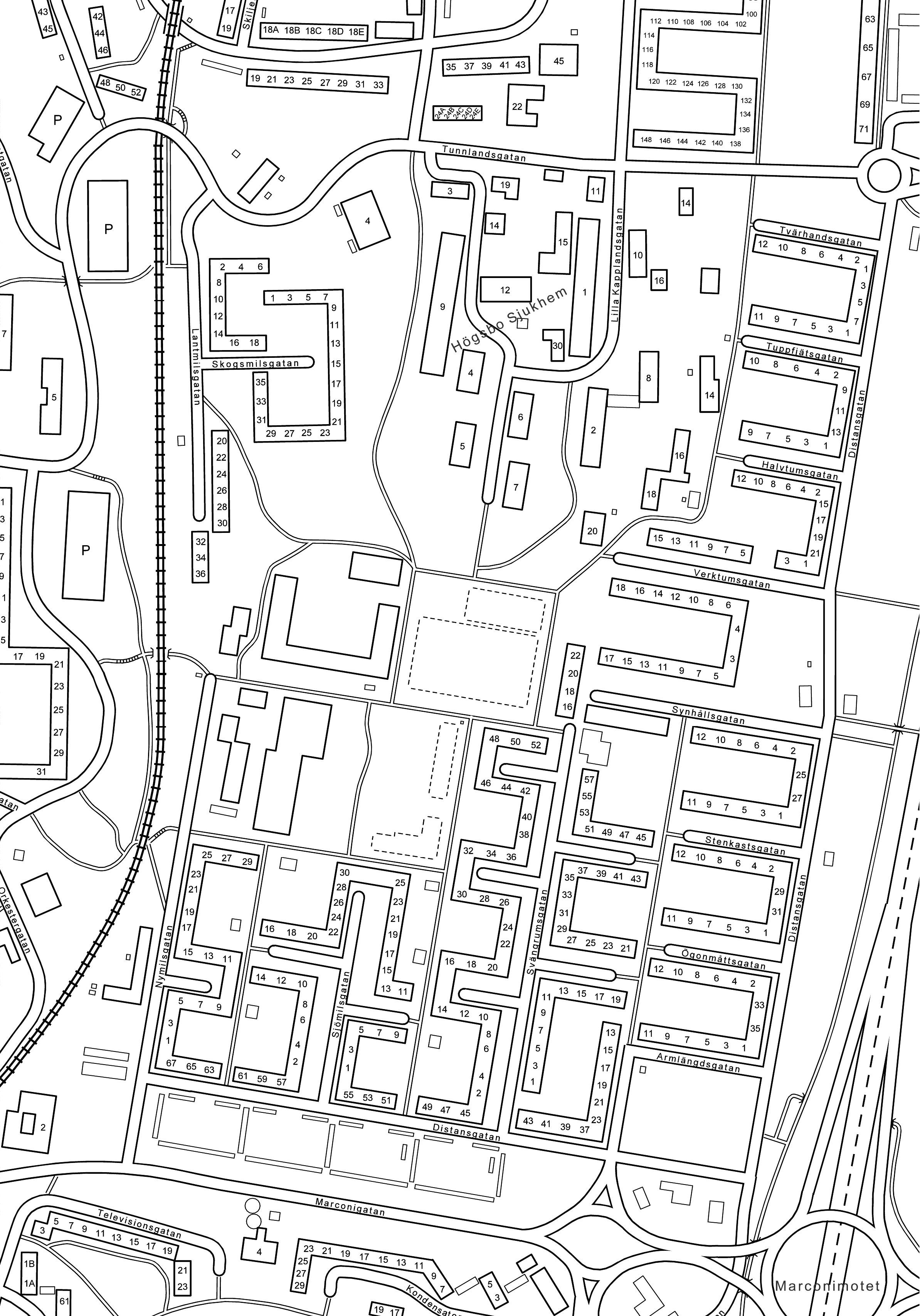
Karta över Flatås

Flatås är ett primärområde i stadsområde Sydväst i Göteborgs kommun, beläget i stadsdelen Högsbo.

## Belägenhet
Flatås ligger strax väster om Dag Hammarskjöldsleden och omfattar gatorna Famngatan, Nymilsgatan, Sjömilsgatan, Svängrumsgatan, Distansgatan, Armlängdsgatan, Ögonmåttsgatan, Stenkastsgatan, Synhållsgatan, Verktumsgatan, Halvtumsgatan, Tuppfjätsgatan, Tvärhandsgatan. Här ligger även Högsbo sjukhus på ett tidigare militärt område som tillhörde LV 6.  

## Bebyggelse

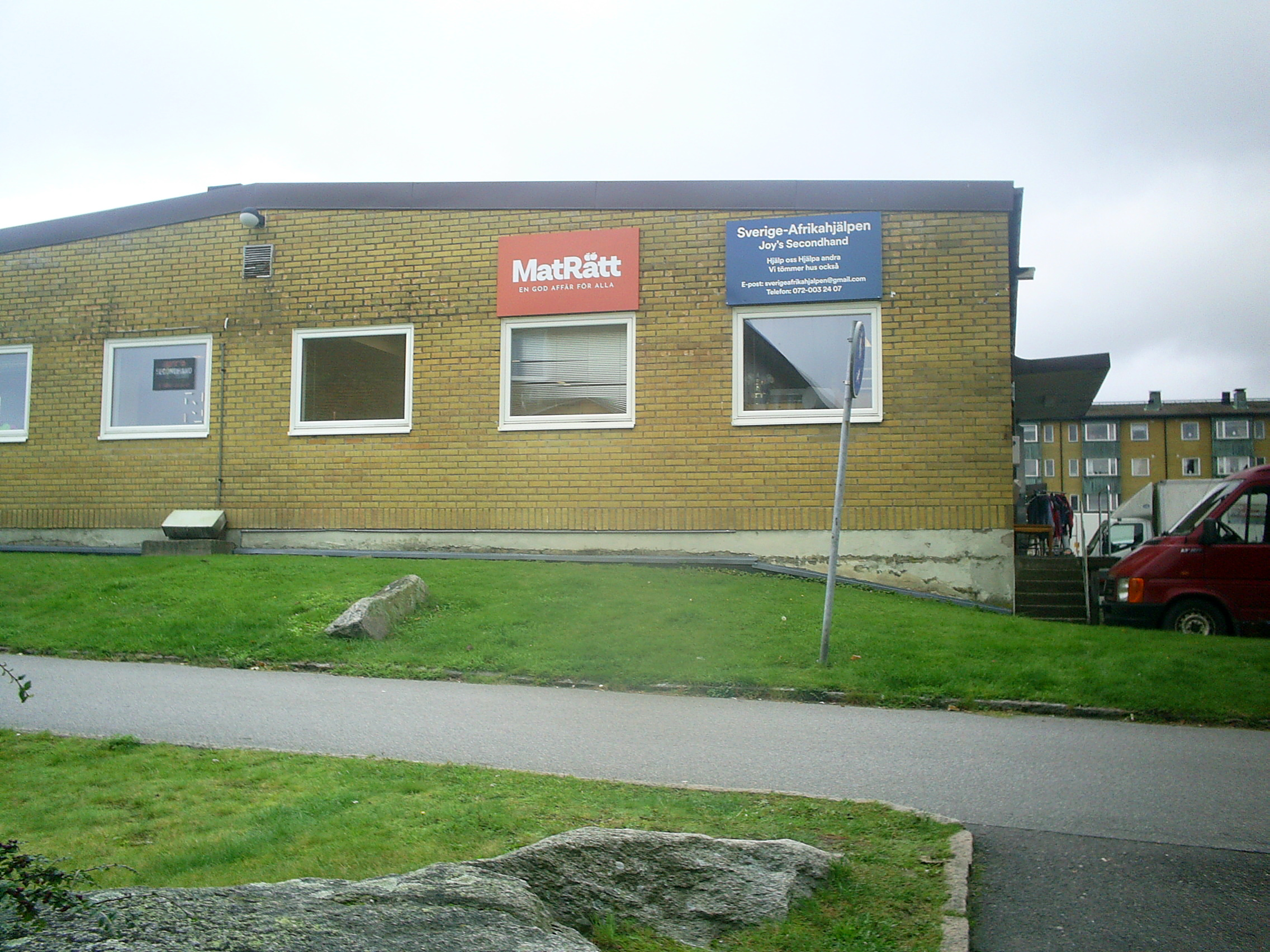
Maträtt, Flatås.

Under åren 1962 och 1964 byggdes omkring 2000 lägenheter i 3–4 våningars lamellhus. Tunnlandsgatan bildar norrut gräns mellan Flatås och Högsbotorp och Marconigatan är gränsen söderut mot Järnbrott och i öster bildar Dag Hammarskjöldsleden gränsen mot Högsbo industriområde. På Flatås Torg finns viss service. Där ligger även Flatåskyrkan. Vid Nymilsgatan 2 ligger bemanningsenheten ÄVO Sydväst och några mindre odlingslotter..

## Utbildning
Vid Nymilsgatan ligger Flatåsskolan med årskurser F–6. Den stod klar 1968 på tomt nr 1 i 149:e Kv. Bjälklagsplattan. Tomtens yta var 20 942 kvadratmeter. Skolan har sex byggnader grundlagda på betongpålar till berg och uppförda i huvudsak av betong och tegel. Arkitekt SAR Stig Henrik Lundgren från Göteborg ritade skolan. Här ligger även Nymilsgatans förskola med fem avdelningar.
I de nordöstra delarna av Flatås finns bland annat Rebeckaskolan, en särskola för barn med autism, Grynings Bryggan akuthem och Kronängens förskola.

## Högsbo sjukhus
Högsbo sjukhus tillhör Sahlgrenska sjukhuset och har avdelningar för bland annat geriatrik, psoriasis, hjärt- och lungrehabilitering samt minnesrelaterade sjukdomar.

## Nyckeltal

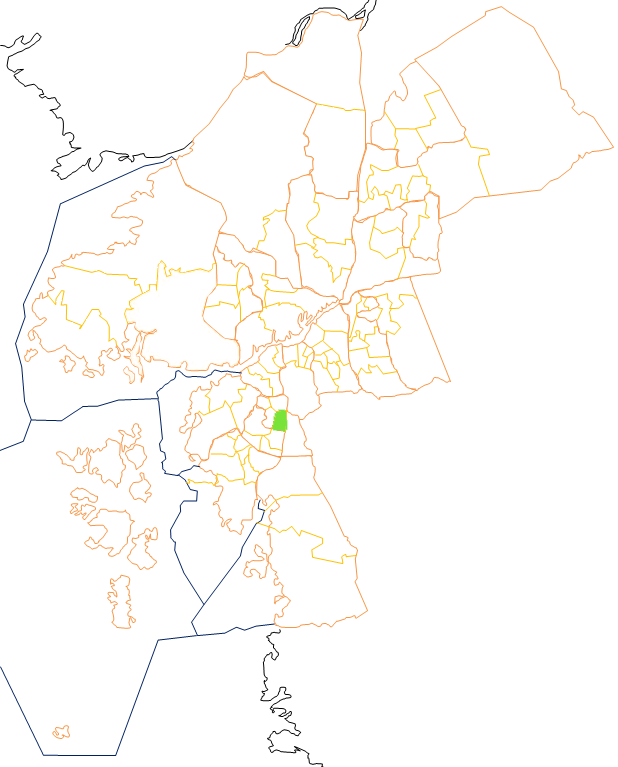
Flatås

Nyckeltalen redovisar statistik som beskriver Göteborg och dess 96 delområden, primärområden, per den 31 december och kan användas för att jämföra de olika områdena. Nedan redovisas uppgifter för primärområdet och jämförelse görs mot uppgifterna för hela kommunen.
|                                                           | Flatås     | Hela Göteborg |
| --------------------------------------------------------- | ---------- | ------------- |
| Folkmängd                                                 | 4 536      | 587 549       |
| Befolkningsförändring 2020–2021                           | +229       | +4 493        |
| Andel födda i utlandet                                    | 24,5 %     | 28,3 %        |
| Andel utrikes födda eller med två utrikes födda föräldrar | 38,1 %     | 38,1 %        |
| Medelinkomst                                              | 310 600 kr | 332 400 kr    |
| Arbetslöshet                                              | 5,1 %      | 6,6 %         |
| Antal ersatta dagar från F-kassan per person (16-64 år)   | 19,3       | 19,5          |
| Andel med eftergymnasial utbildning (minst 3 år)          | 35,6 %     | 37,9 %        |
| Andel bostäder byggda 1961–1970                           | 71,6 %     |               |
| Andel bostäder i allmännyttan                             | 5,8 %      | 25,9 %        |
| Antal färdigställda bostäder 2021                         | 56         |               |
| Andel bostäder i småhus                                   | 0,0 %      | 18,3 %        |

## Stadsområdes- och stadsdelsnämndstillhörighet
Primärområdet tillhörde fram till årsskiftet 2020/2021 stadsdelsnämndsområdet Askim-Frölunda-Högsbo och ingår sedan den 1 januari 2021 i stadsområde Sydväst.